# Židovský hřbitov v Holicích
Židovský hřbitov v Holicích se nachází  v těsném sousedství hřbitova komunálního na jižním okraji města Holic, asi 600 m od náměstí T. G. Masaryka.
Údaje o době jeho založení se různí, podle J. Heřmana to bylo zřejmě někdy v druhé polovině 19. století, zatímco J. Fiedler a B. Rozkošná uvádějí rok 1913.
Na ploše asi 500 m2 se dochovalo 22 náhrobních kamenů (macev) nebo jejich torz. Nejstarší z nich pocházejí z druhé poloviny 19. století.
Holická židovská komunita přestala existovat před rokem 1921. Do okupace se o hřbitov starala židovská obec v Pardubicích.